# Робинсон, Дэниэл
Даниэль Н. Робинсон (англ. Daniel N. Robinson, 9 марта 1937 — 17 сентября 2018) — американский философ, заслуженный почетный профессор философии в Университете Джорджтауна и член (фелло) факультета философии Оксфордского университета.

## Карьера
Публикации Робинсона касались различных отраслей философии, в частности этики, философии психологии, философии юриспруденции, философии сознания, интеллектуальной истории, истории государства и права, истории психологии. Он занимал академические должности в Колледже Амхерст, Университете Джорджтауна, Принстонском и Колумбийском университетах. Кроме того, он служил главный консультантом PBS и BBC для их отмеченной наградами серии «Мозг» и «Mind». В 2011 году он получил премию Gittler Американской психологической ассоциации за значительный вклад в философские основы психологии.